# NIO ET5
Nio ET5 — компактний представницький седан з акумуляторним живленням, вироблений китайською компанією Nio, що займається виробництвом електромобілів.

## Опис

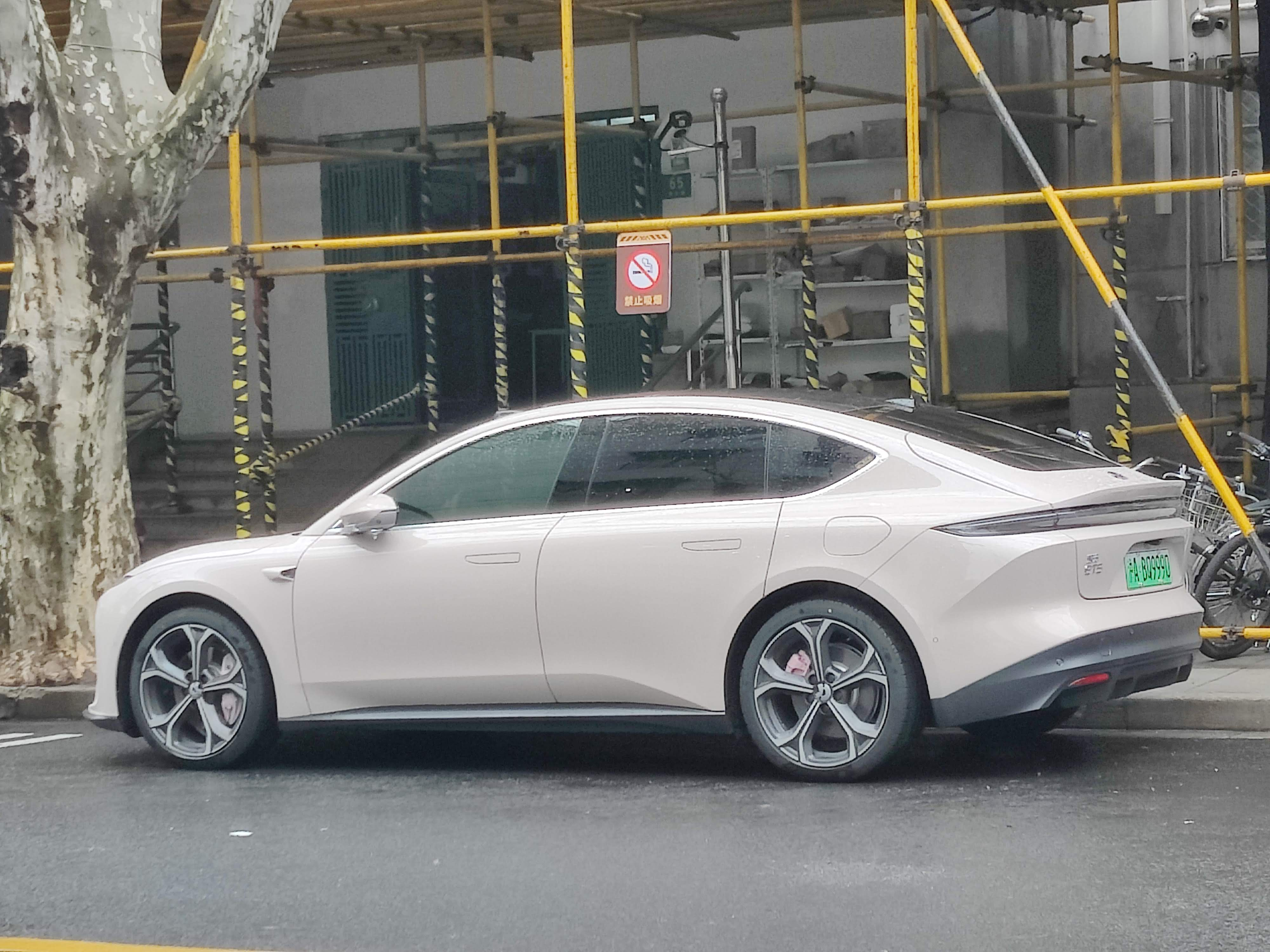

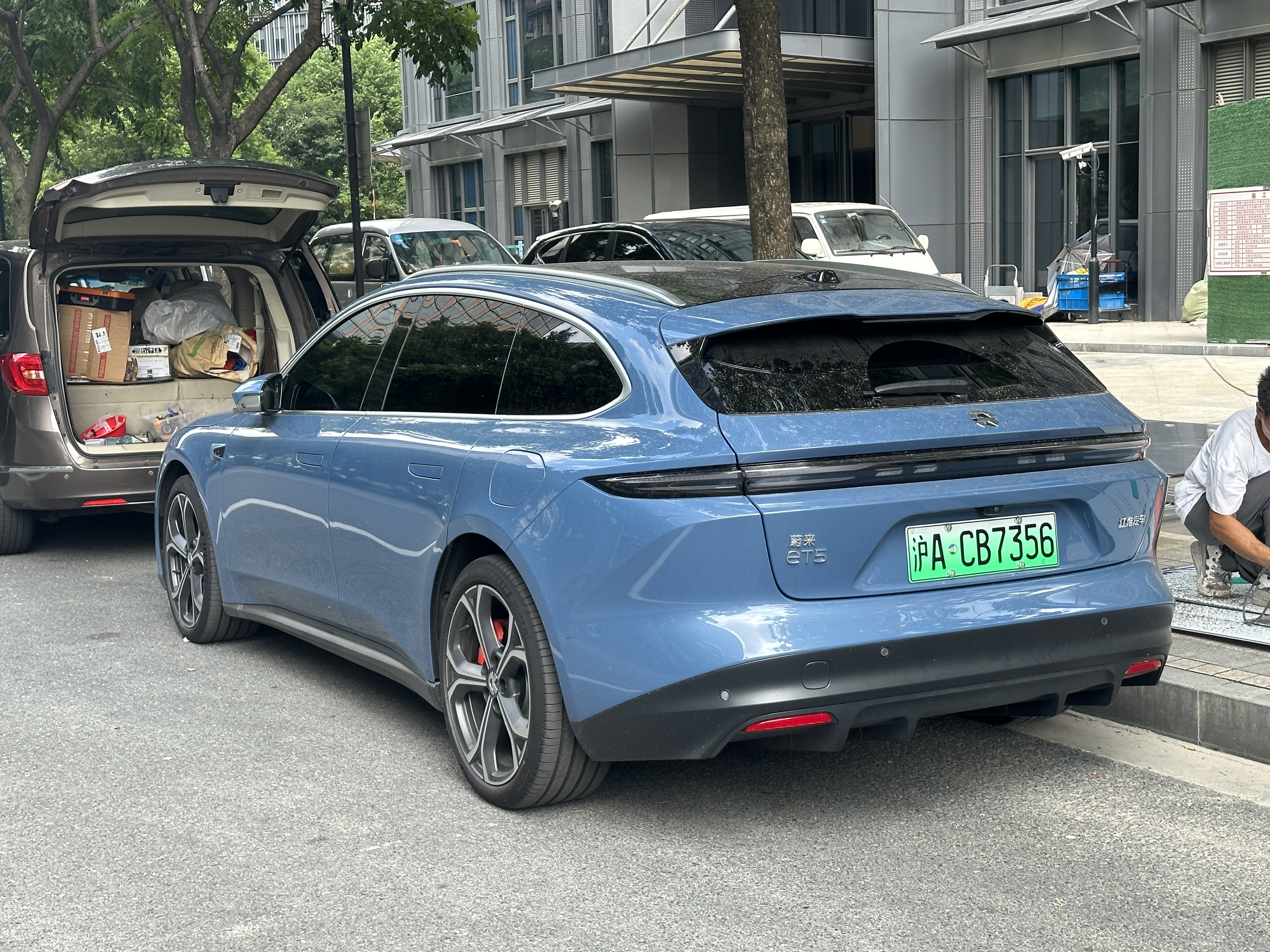
NIO ET5 Touring

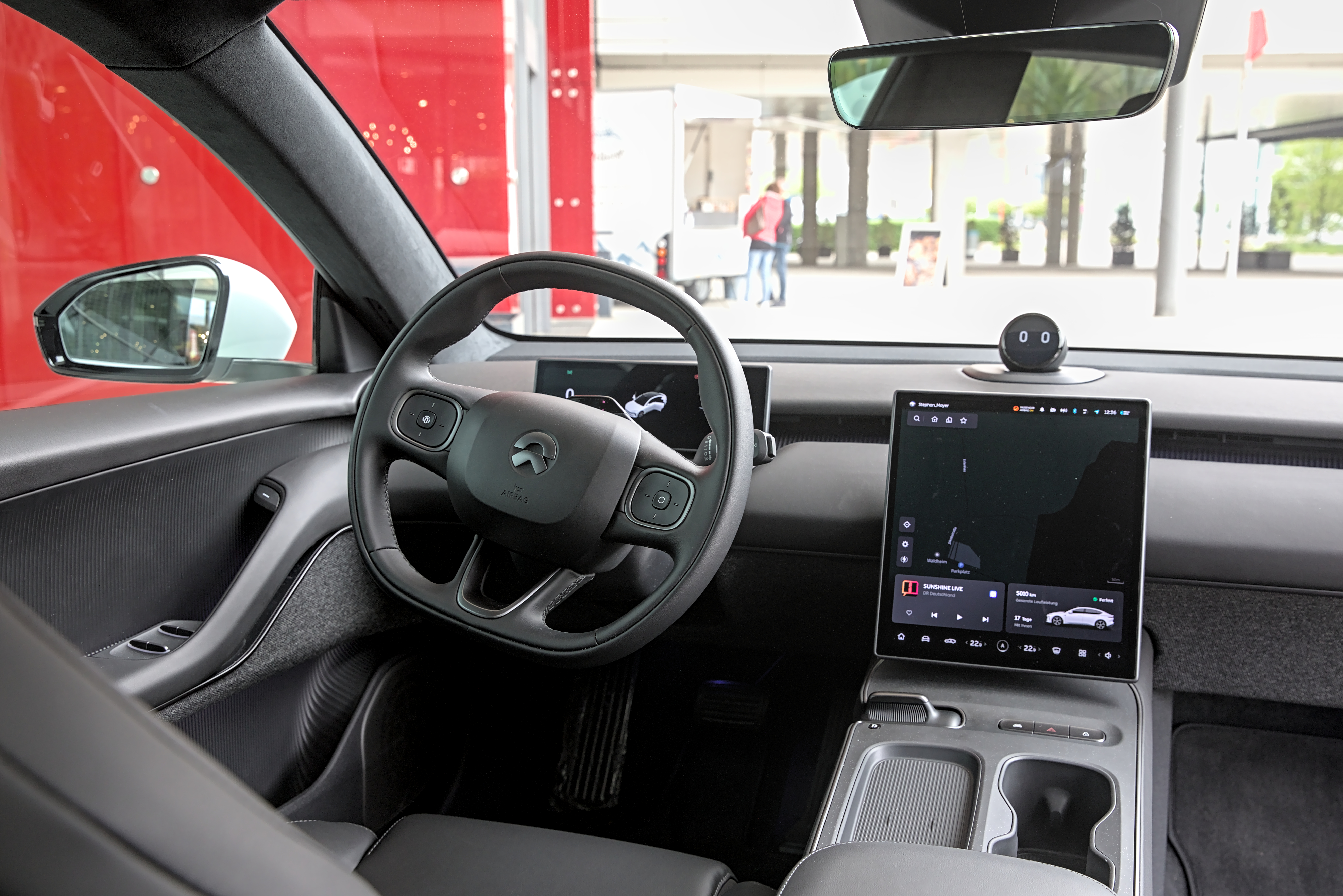

Nio ET5 було представлено в Китаї 18 грудня 2021 року на заході «Nio Day» в Олімпійському спортивному центрі Сучжоу. Він надійшов у продаж у вересні 2022 року за початковою ціною ¥328 000 (~46 100 доларів США) і виступає прямим конкурентом седана Tesla Model 3 і Xpeng P5.
Кажуть, що зовнішній дизайн ET5 нагадує суперкар Nio EP9 і готовий до «автономного водіння». ET5 має довжину 4,79 м (4790,0 мм; 188,6 дюйма) і включає в себе високоефективні датчики автономного водіння. Автомобіль має задній спойлер «качиний хвіст», передня повітряна завіса, дверні ручки врівень, двері з м’яким закриттям і вікна без рам для покращення аеродинамічної ефективності. Автомобіль має панорамний дах площею 1,28 м2, який захищає до 99,9% УФ-променів від сонця.
Інтер’єр ET5 має панорамну цифрову кабіну з технологіями AR і VR. Інтер’єр ET5 був натхненний трендами в меблях, моді та взутті. Він містить нові кольори, такі як теракотовий, глибокий і вогняний помаранчевий. ET5 містить ряд перероблених і більш екологічних матеріалів, таких як екологічна тканина Clean+. Як і Nio ET7, ET5 має невидимі вентиляційні отвори та 256 кольорових освітлювальних приладів. Система об’ємного звуку Dolby Atmos 7.1.4, стандартна для автомобіля.